# Gohand
Gohand es un pueblo y nagar Panchayat situado en el  distrito de Hamirpur en el estado de Uttar Pradesh (India). Su población es de 7503 habitantes (2011). Se encuentra a 15 km de Rath y a 40 de Orai.

## Demografía
Según el  censo de 2001 la población de Gohand era de 7087 habitantes, de los cuales el 55% eran hombres y 45% eran mujeres. Gohand tiene una tasa media de alfabetización del 55%, inferior a la media nacional del 59,5%: la alfabetización masculina es del 71%, y la alfabetización femenina del 36%.